# More Politics
More Politics è il quarto album del rapper statunitense Termanology. Pubblicato il 18 novembre 2016, l'album è distribuito dalla sua label ST. Records, dall'etichetta di Statik Selektah ShowOff Records e dalla Brick Records, label con sede a Boston. More Politics è il sequel di Politics as Usual.
Alle produzioni Buckwild, J.U.S.T.I.C.E. League, Q-Tip, Statik Selektah, che è anche produttore esecutivo del disco, Nottz e Just Blaze. Partecipano all'album, tra gli altri, Bun B, Joey Bada$$, Styles P, KXNG Crooked, Saigon e Sheek Louch.
It's Quiet presenta una base campionata da Chanson d'un Jour d'Hiver dei Cortex.

## Tracce
1. Just Politics – 2:50 (musica: Just Blaze)
2. I Dream B.I.G. (featuring Sheek Louch and Styles P) – 3:33 (musica: Buckwild)
3. Looking Back (featuring Crushboys) – 3:31 (musica: J.U.S.T.I.C.E. League)
4. Where's the Love (featuring Bun B, Bodega Bamz and Masspike Miles) – 3:54 (musica: Hi-Tek)
5. We're Both Wrong (featuring Saigon) – 2:34 (musica: Q-Tip)
6. Let's Go (Part 2) (featuring KXNG Crooked) – 2:55 (musica: Statik Selektah)
7. Top Shotta (featuring Joey Bada$$) – 2:34 (musica: Statik Selektah)
8. Krazy Thangs (featuring Cyrus DeShield) – 4:01 (musica: Nottz)
9. First Love (featuring Sean Taylor) – 3:30 (musica: Statik Selektah)
10. The Last Time – 3:06 (musica: Statik Selektah)
11. Moving Forward (featuring Kendra Foster) – 3:35 (musica: Statik Selektah)
12. The Curve (featuring Westside Gunn, Conway and Your Old Droog) – 3:10 (musica: Statik Selektah)
13. Bar Show (featuring Ea$y Money and Chris Rivers) – 4:00 (musica: Statik Selektah)
14. It's Quiet – 3:24 (musica: Dame Grease)

Durata totale: 46:37